# Station Nisko Osiedle
Station Nisko Osiedle is een spoorwegstation in de Poolse plaats Nisko. Het station werd geopend in 1989 en wordt gebruikt door lijn 68 (Lublin – Przeworsk).